# Kritická noc
Kritická noc (v italském originále La notte critica) je komická opera (dramma giocoso per musica, opera buffa) o třech dějstvích českoněmeckého skladatele Floriana Leopolda Gassmanna na libreto Carla Goldoniho. Premiéru opery uvedlo 5. ledna 1768 vídeňské dvorní divadlo (Burgtheater).

## Vznik a charakteristika
Prvním známým působištěm F. L. Gassmanna byly Benátky, kde v letech 1757–1762 napsal několik oper, které ho rychle učinily známým, především v žánru opera buffa (Ptáčníci, 1759). Od roku 1763 působil Gassmann ve Vídni, a to od roku 1764 ve funkci kapelníka císařského dvorního operního divadla jako nástupce Christopha Willibalda Glucka. Skladatelsky se zde uvedl nejprve vážnou operou Olympiáda, avšak od poloviny 60. let 18. století do své smrti se věnoval převážně komickému žánru: po úspěšných buffách Směšný cestující (1766) a Řemeslnická láska (1767) následovala roku 1768 Kritická noc.

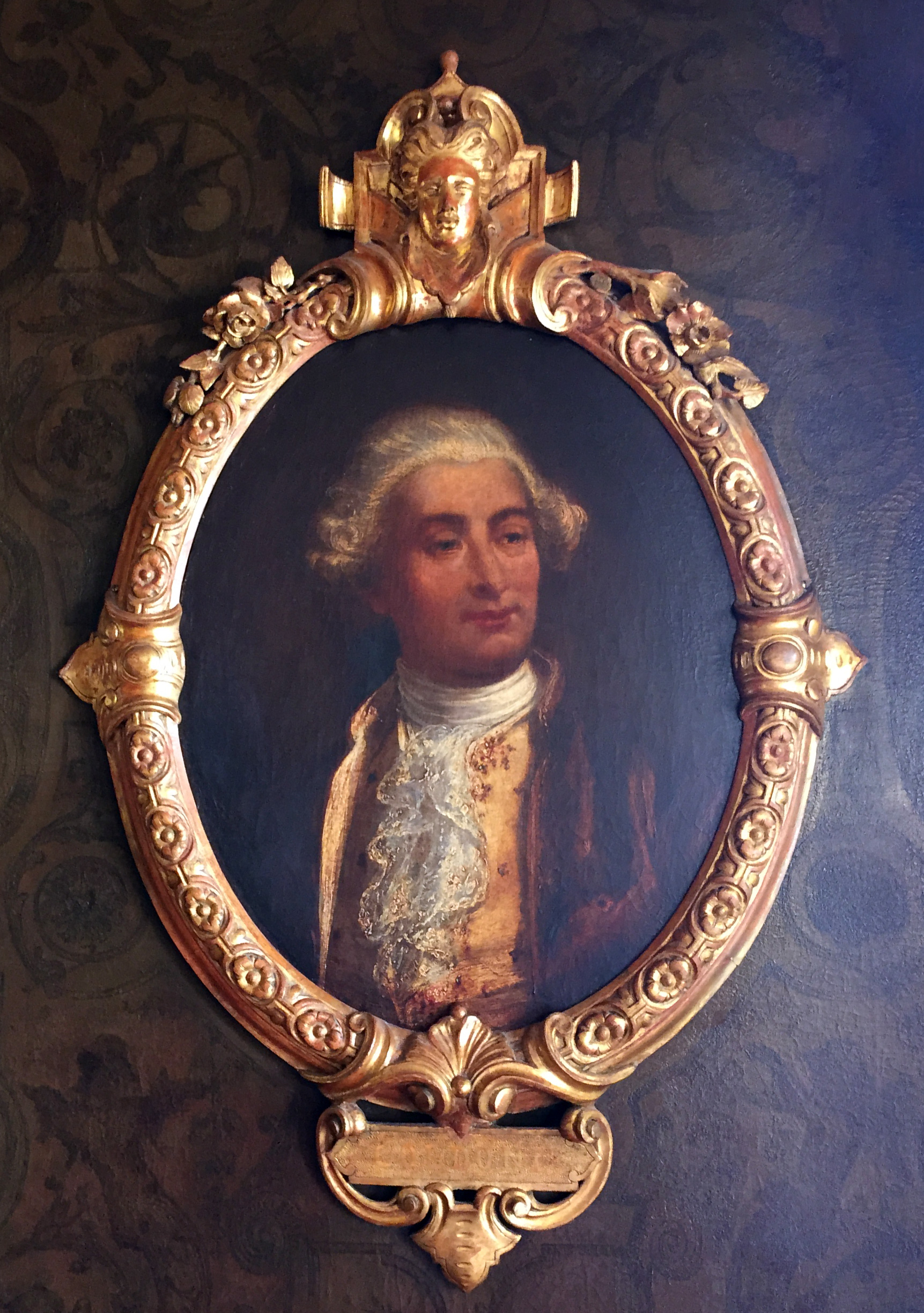
Libretista Carlo Goldoni, obraz Carla Giuliniho

Stejně jako v případě dvou uvedených předchozích oper napsal libreto ke Kritické noci tehdejší vídeňský dvorní divadelní básník, proslulý dramatik Carlo Goldoni. Jde o typickou goldoniovskou komediální zápletku s mladým zamilovaným párem, jejichž lásce brání nerudný otec a naopak napomáhají vynalézavý pár sluhy a služebné; nechybí Goldoniho oblíbená (falešná) soudní scéna. Podle gassmannovského badatele Gustava Donatha libreto Kritické noci „obsahuje množství náladových a dramaticky účinných situacíׅ“; naopak český operní režisér Tomáš Studený ho označuje jako „průměrné spotřební libreto“. Český muzikolog Karel Dichtl o něm roku 1996 psal: „Zápletka dokládá rozporuplné světy a třídní protiklady politicko-mocenského feudálního systému v rovině jedné […], avšak i počínající, nově se rodící kapitalistické vztahy […] v rovině druhé. Významný je i fakt, že oba kontrastní světy – minulý i nově se rodící – jsou zde představovány jako negativně založená třídně antagonistická společenství.“
Kritická noc však nevznikla přímo pro Gassmanna: již roku 1766 měla v benátském divadla San Cassano premiéru původní verze ve zhudebnění Antonia Boroniho, kterou roku 1768 uvedla v Drážďanech a možná i v Praze (Divadlo v Kotcích) společnost Giuseppeho Bustelliho, u níž Boroni v letech 1766–1769 kapelničil. Další verze na stejné libreto napsali Niccolò Piccinni (Lisabon 1767), Filippo Maria Gherardeschi (Pisa 1769) a Gian Francesco Fortunati (Parma 1771).
Gassmannova hudba dobře rozlišuje charaktery postav: milovník Leandro je sice konvenčně fádní (podle G. Donatha; John A. Rice v Leandrově úvodní árii shledává předzvěst Mozartova Ilii a Tamina), ale Cecilie se živějším vystupováním a koloraturním zpěvem odlišuje od své mladší a naivnější, i hudebně prostší sestry Doriny, zejména ve své árii v 2. dějství, kde si z Doriny utahuje. Otec Pandolfo je pro tento žánr typický bručounský bas buffo. Vtipnou a dramaticky účinnou hudbou jsou obdařeni sluhové: i když v opeře buffě vystupuje zpravidla jen jeden kontrastní pár z nižších vrstev, má komorná Marinetta nezvykle hned dva nápadníky, Carlotta a Fabrizia (jejich první představitelé Gioacchino Caribaldi a Domenico Poggi slavili velký úspěch v Řemeslnické lásce v předchozí sezóně). Neobvyklým a zdařilým prvkem je rozsáhlý a dynamický duet ve druhém dějství pro oba komické basy, Pandolfa a Fabrizia, v němž „stylizace tanečního rytmu […] umožňuje rozvinout pohybové a pantomimické etudy“ (K. Dichtl). Za nejzdařilejší ze tří finále považuje G. Donath to závěrečné. K. Dichtl považoval partituru Kritické noci „z axiologického hlediska za svébytné vykrystalizování skladatelova originálního projevu na podkladě bohaté melodické invence hudebního jazyka v kontextu s vývojem klasicistního typu melodiky. Autor zde bohatě těží z poměrně jednoduché, ale výrazně zpěvné melodiky s vlivy lidového vídeňského singspielu.“ (Počátky vídeňského singspielu jsou však zpravidla kladeny až do doby po kompozici Kritické noci.) Dichtl rovněž vyzdvihuje „variabilitu formotvorných prvkůׅ“, „podmanivou barevnost orchestrálního projevu“, dramaticky podmíněné dynamické a tempové kontrasty, „poměrně časté syrrytmické vedení hlasů“ a „bohaté užití rozmanitých harmonických prostředků“.
O přijetí této opery zpravuje vídeňský list Wienerisches Diarium: „Ve čtvrtek večer byl na divadle poblíž Hradu proveden nový italský veselý singspiel pod názvem la Notte critica, který zhudebnil p. Gaßmann, cís. skladatel. Tento kus byl přijat vesměs příznivě; a závěr tvořil opět již nedávno popsaný balet pana Noverra, nazvaný les Riens.“ Popularity Ptáčníků nebo Řemeslnické lásky však tato opera nedosáhla.
Poté, co z popudu Josefa II. italskou operu ve Vídni dočasně nahradil „Národní singspiel“ hraný v němčině, byly vedle původních děl pro tyto účely upraveny některé italské opery buffy. Jednou z nich byla i Gassmannova Kritická noc, která byla uvedena pod názvem Die unruhige Nacht, poprvé 10. ledna 1783, avšak s malým úspěchem (který ve své korespondenci komentoval i Wolfgang Amadeus Mozart): odehrála se jen tři představení. Jsou rovněž doklady o inscenaci opery Die unruhige Nacht v Mnichově roku 1793, jejím autorem však byl pravděpodobně Johann Baptist Lasser.
Rukopis partitury opery Kritická noc uchovává Rakouská národní knihovna ve Vídni. Jeden z opisů partitury včetně orchestrálních partů, pořízený kolem roku 1785, se dochoval ve schwarzenberské sbírce hudebnin v Českém Krumlově, i když není doloženo, zda se zde v 18. století hrála (podle Jana Panenky tato sbírka „měla spíše bibliofilský ráz a nebyla míněna k praktickému užívání“ a „z naprosté neporušenosti materiálů lze soudit, že opera na Krumlově hrána nebyla“). Ve sbírkách Českého muzea hudby se dochovaly rovněž fragmenty německé verze této opery, které mohou naznačovat její uvedení v 80. letech 18. století, jinak však nedoložené.
Když se roku 1994 připravovalo otevření zámeckého divadla v Českém Krumlově, vybralo tuto operu Jihočeské divadlo pro uvedení v něm, ale když se ukázalo, že Kritickou noc nelze uvést ani tam, ani v Maškarním sále zámku, ani v Městském divadle, rozhodlo se nastudovat ji pro běžný repertoár Jihočeského divadla a při té příležitosti, na rozdíl od původního úmyslu uvést ji v originále, vypracoval překladatel Jan Panenka „s obrovskou invencí“ (T. Studený) překlad do češtiny a dramaturgickou úpravu (zkrácení o čtvrtinu a stažení do dvou dějství, vypuštění postavy Doriny apod.). Hudební rekonstrukci a úpravu pořídil dirigent Václav Nosek. Inscenace měla premiéru 13. dubna 1994 a získala divácký úspěch, hrála se na hostováních, mj. v Městském divadle v Českém Krumlově, a byla oceněna kritikou, která chválila úpravu („dodala svižnou spádnost a kumulaci komických situací“), režii („nejnespornější dosavadní úspěch“ režisérky Jany Kališové) i překlad („překlad Jana Panenky je radost poslouchat. Vyniká šťavnatostí a vtipem a může sloužit jako skvělý argument pro zastánce uvádění oper v češtině“). Za slabou stránku považovala kritika Gassmannovu hudbu, která, slovy hudební kritičky Heleny Havlíkové v Hudebních rozhledech „vpravdě nehýří svébytnými hudebními nápady“.
Toto nastudování bylo rovněž základem inscenace České televize, kterou natočil režisér Jan Bonaventura a která byla poprvé vysílána 21. prosince 1996. Stejnou úpravu později nastudovala Komorní opera v Brně (scéna Hudební fakulty Janáčkovy akademie múzických umění v Divadle Barka) a uvedla ji poprvé 8. května 1999 spolu s premiérou opery Milana Kaňáka Agadir.

## Osoby a první obsazení
| osoba                                            | hlasový obor | premiéra (1768)          | česká (novodobá) premiéra (1994)  |
| ------------------------------------------------ | ------------ | ------------------------ | --------------------------------- |
| Pandolfo                                         | bas buffo    | …                        | Petr Dopita / Josef Průdek        |
| Cecilia, jeho dcera                              | soprán       | …                        | Iva Jančíková / Hedvika Tvrdá     |
| Dorina, jeho dcera                               | soprán       | …                        | –                                 |
| Leandro, zamilovaný do Cecilie                   | tenor        | …                        | Zbyněk Brabec / Michal Vojta      |
| Marinetta, komorná                               | alt          | …                        | Romana Pátková / Dagmar Volfová   |
| Carlotto, sluha Leandra, zamilovaný do Marinetty | tenor        | Gioacchino Caribaldi     | Miloslav Čížek / Miloslav Veselý  |
| Fabrizio, zamilovaný do Marinetty                | bas buffo    | Domenico Poggi           | Lukáš Hynek-Krämer / Oldřich Kříž |
| Dirigent:                                        | Dirigent:    | Florian Leopold Gassmann | Václav Nosek                      |
| Režie:                                           | Režie:       | …                        | Jana Kališová                     |
| Výprava:                                         | Výprava:     | …                        | Miloň Kališ                       |
| Kostýmy:                                         | Kostýmy:     | …                        | Jan Růžička                       |

## Děj opery

### 1. dějství
(1. obraz – Ulice před Pandolfovým domem s terasou, v noci) Před domem měšťana Pandolfa stojí mladý šlechtic Leandro a jeho sluha Carlotto, který zpívá do oken serenádu. Leandro je velmi netrpělivý, protože je zamilován do Pandolfovy starší dcery Cecilie a očekává od ní odpověď na svůj milostný dopis. Carlotto má na věci vlastní zájem, miluje totiž Pandolfovu komornou Marinettu (introdukce Vieni, o cara, a quel balcone). Marinetta vychází na balkon (arioso Dolce canto, dolce suono). Nejprve musí nedočkavému Leandrovi vysvětlit, že Cecilia teprve píše odpověď a že ji za chvíli přinese: pak posílají Carlotto a Marinetta nyjícího Leandra čekat do hostince (árie Leandra Qual tormento al cor io provo).
Pak se zdá, že mají Carlotto a Marinetta konečně chvíli samio pro sebe, ale jejich rozhovor potají vyslechne Fabrizio, Carlottův sok o Mariinu přízeň. Slyší, jak se Carlotto a Marinetta smlouvají na noční schůzce v zahradě, kam má Carlotto přijít přes zeď, k níž mu Marinetta přistaví žebřík. Marinetta běží vyzvednout dopis od své paní a z domu vyjde s lucernou Pandolfo, protože zaslechl hlasy. Nikoho sice nenajde, protože Carlotto i Fabrizio jsou ukrytí, ale stěžuje si na to, jak je obtížné uhlídat a ochránit dvě dcery na vdávání.
Po jeho odchodu vyjde Marinetta na balkon s Ceciliiným dopisem pro Leandra a s klobásou pro Carlotta. Toho však předběhne pod balkonem Fabrizio a vydává se za Carlotta, takže mu Marinetta obojí hodí. Fabrizio hodlá všeho využít, přijít na smluvenou schůzku sám a Carlottovi ve všem všudy vypálit rybník (árie Si verrò non dubitate). Když se vzápětí dostaví Leandro s Carlottem, zjistí z rozhovoru s Marinettou, že dopis i klobása padly do nepovolaných rukou. Než se však stačí vysvětlit více, přeruší je Pandolfo a oběma mužům nadává a vyhání je.
Leandro odchází domů, ale Carlotto se vrací na schůzku s Marinetou; moc se mu sice v temné noci nikam nechce, ale ví, že odvážnému štěstí přeje (doprovázený recitativ a árie Questo ancor ci mancava… Curiosità mi sprona).

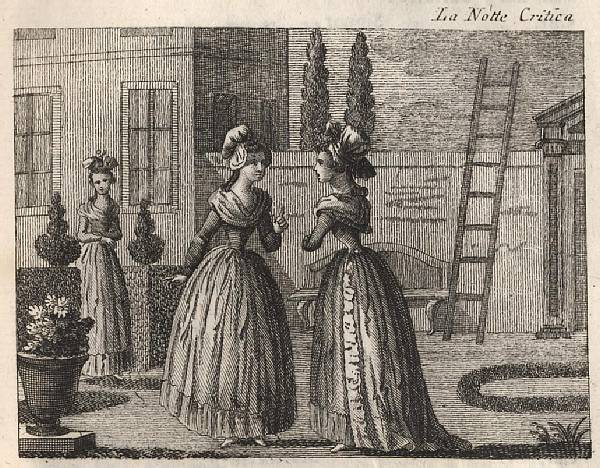
Scéna z Kritické noci, rytina Giuliana Zulianiho podle Pietra Antonia Novelliho z roku 1794

(2. obraz – Zahrada u Pandolfova domu se zdí, temná noc v novoluní) Marinetta a Cecilia diskutují o tom, co se stalo s kompromitujícím slečniným psaním. Marinetta prozrazuje, že má zanedlouho schůzku s Carlottem, od něhož se doufá dozvědět více. Jenže obě ženy překvapí Ceciliina nemilovaná mladší sestra Dorina. Vyptává se, co dělají v noci na zahradě, a Marinetta si vymyslí historku: dnes je „kritická noc“, zvláštní astronomicko-meteorologický úkaz, poněvadž komu se měsíc ukáže zářící a růžolící, věští mu to neštěstí, zato toho, kdo uvidí bledou lunu, čeká neštěstí. Aby se však zabránilo interferenci, měla by Dorina měsíc sledovat odjinud. Dorina se tváří, že tomu věří (árie Oh guardate, che la Luna). Avšak je chytřejší, než se zdá, a běží upozornit otce na sestřino podivné chování.
Cecilia a Marinetta dále ve tmě vyčkávají, ale záhy se potichu připlíží Pandolfo. Ve tmě Marinettu
obtěžuje, dokud neodejde (árie Mi sento venir meno). Pak Pandolfo odchytí Cecilii a chce vědět, co tu dělá. Cecilia přímo neodpoví, ale přiznává otci, že se chce co nejdříve vdát, žádá ho o vydání věna, a odběhne (árie Signor padre, vi dirò). Pandolfovi se to nehodí: peníze odkázané Cecilii její nebožkou matkou totiž investoval na šestiprocentní úrok, o který by přišel, kdyby se Cecilie vdala – což nemůže ještě deset patnáct let počkat? Nato opět prohledává keře, zda se v nich neskrývá nápadník (árie Questa dote l'ho impiegata).
Do zahrady po žebříku sestoupí Fabrizio, ale sotva se dostane na zem, jen tak tak se vyhne hlídkujícímu Pandolfovi. Chce se tedy vrátit stejnou cestou, ale nemůže, protože po žebříku právě sestupuje Carlotto. Jen co se i on dostane dolů, narazí na podezřelý žebřík Pandolfo a odnese ho. V temné zahradě tápou Carlotto i Fabrizio kolem a hledají Marinettu (arioso-duet Tremo tutto). Když ta přijde, chytí ji z každé strany jeden – a oba jí tvrdí, že jsou Carlotto, čímž ji zmatou. V té chvíli přivádí Pandolfo služebnictvo a podaří se mu zadržet oba vetřelce. Nato podrobuje Marinettu výslechu, co se děje, ale ta mu zhasne lucernu a uteče. Všichni bloudí zahradou a stěžují si na černočernou noc (finále Questa è l'ora destinata … Ah bricconi disgraziati … O che notte disgraziata!).

### 2. dějství
(Pokoj se dvěma postranními dveřmi, stolkem a židlemi) Přichází zamilovaná Marinetta s lampou (árie Caro amore, amore tiranno). Pandolfo zavřel každého z vetřelců do jednoho z kabinetů a odešel neznámo kam, ale neví, že Marinetta má k oběma klíč. Klepe na jedny z dveří a ozve se jí Carlotto. Marinetta mu odemkne a vysvětlí mu situaci. Chce mu umožnit útěk z domu, ale Carlotto žárlí a nechce ji nechat na místě s Fabriziem, navíc když i k jeho pokoji má Marinetta klíč. Raději tady zůstane… jen kdyby mu Marinetta přinesla nějaké jídlo, protože má hlad. Marinetta mu slíbí koláč a makarony a Carlotto se už těší (árie Son geloso, vi amo, e peno). Zatím se však musí schovat a být opět zamčen pro případ, že by se Pandolfo vrátil.
Hned poté vbíhá potěšená Cecilia: oknem se smluvila s Leandrem a dala ho vpustit do domu ke krátké schůzce. Marinetta ji za tak nebezpečný nápad kárá, a když přijde Leandro a začne básnit, rázně ho vede k podstatě jeho sdělení: miluje Cecilii, ona jeho taky, chce si ji vzít, ona jeho taky, třeba zítra, hotovo. Jenže tu se objeví Dorina. Obě ženy znají její donašečskou povahu, ale Marinetta rychle nalezne východisko: předstírá, že sem Leandro přišel, protože miluje Dorinu. Cecilia a Leandro se rychle přizpůsobí; Leandro nemůže zůstat, ale láskyplně se loučí (árie Quýi me condusse amor). Dorina je velmi překvapena, protože Leandra sotva zná, ale tentokrát uvěří, zvláště když Cecilia přesvědčivě předstírá zhrzenou závist (árie Davvero sorellina). Zatímco Marinetta jde připravit jídlo pro svého milence, Dorina se vzpamatovává. Zejména se jí dotklo sestřino tvrzení, že je na sňatek příliš mladá: jestli je mládí takový nedostatek, proč po něm všichni touží? (árie Lo so anch'io che del mio merto).
Pak přichází Pandolfo. Protože se chce dozvědět pravdu o tom, co muži v jeho zahradě pohledávali, napadlo ho přestrojit se za soudce a své služebníky za notáře a soudní stráž. Pak dává předvést k výslechu Fabrizia. Ten tvrdí, že k činu ho svedl, ba donutil jistý ničema jménem Carlotto (duet Un certo Carlotto). Pak Pandolfo vyslýchá Carlotta a ten svádí vše na Fabrizia. Nato Pandolfo oba muže konfrontuje a Carlotto a Fabrizio se obviňují navzájem, jenže Fabrizio má trumf: může Pandolfovi předložit milostný dopis jeho dcery Leandrovi. Carlotto se rozzlobí a je násilím zavřen do původně Fabriziova pokoje – a Fabrizio do Catlottova. Nato Pandolfo služebníky propouští a studuje dopis: ten není podepsán, takže neví, která z jeho dcer ho psala, ale tipuje Cecilii. Mít dcery je celkově velké trápení (doprovázený recitativ a árie Una lettera è questa … Vuò cacciarla in un ritiro).
Když odejde, Marinetta přináší koláč. Otevírá dveře do pokoje, kde se domnívá, že je Carlotto, a dává jídlo na stůl. Jenže z pokoje vyjde nepozorován Fabrizio, jídlo si vezme a zase zavře. Z opačné strany se ozve Carlotto a překvapená Marinetta mu otevře. Když Carlotto zjistí, že slíbené koláče jí Fabrizio, zlobí se a obviňuje Marinettu, že dává Fabriziovi přednost před ním. Marinetta musí nasadit všechny citové nástroje, aby ho ujistila o své lásce (árie Deh scaccia, ò caro). Pak Marinetta odejde pro makarony a Carlotto lstí vyláká Fabrizia z jeho původního pokoje (kde se nacházejí koláče), zavře se v něm a Fabrizio musí vzít zavděk svou původní místností. Jenže právě tam Marinetta vzápětí přináší makarony…
Poté oba nápadníci, nevědouce o sobě, vycházejí s jídlem do temné místnosti. Najdou se po čichu a dávají se do křížku. Pandolfo bloudí domem, protože se strachuje o své dcery a nemůže spát, a padne do rány oběma sokům. Ti se na něj zaměří a osvobodí ho až zásah Marinetty, která přijde s lampou a pomůže svým nápadníkům rychle utéci. Pandolfo je v šoku a přibíhající dcery ho uklidňují. To se jim podaří jen na okamžik; vrací se Marinetta se zprávou, že se místní soud dozvěděl o tom, jak se Pandolfo neoprávněně vydával za soudce, a čeká ho proces a trest. Pandolfo si zoufá: dnes to je skutečně katastrofální, kritická noc (finále Non sento più nessuno … Che notte critica).

### 3. dějství

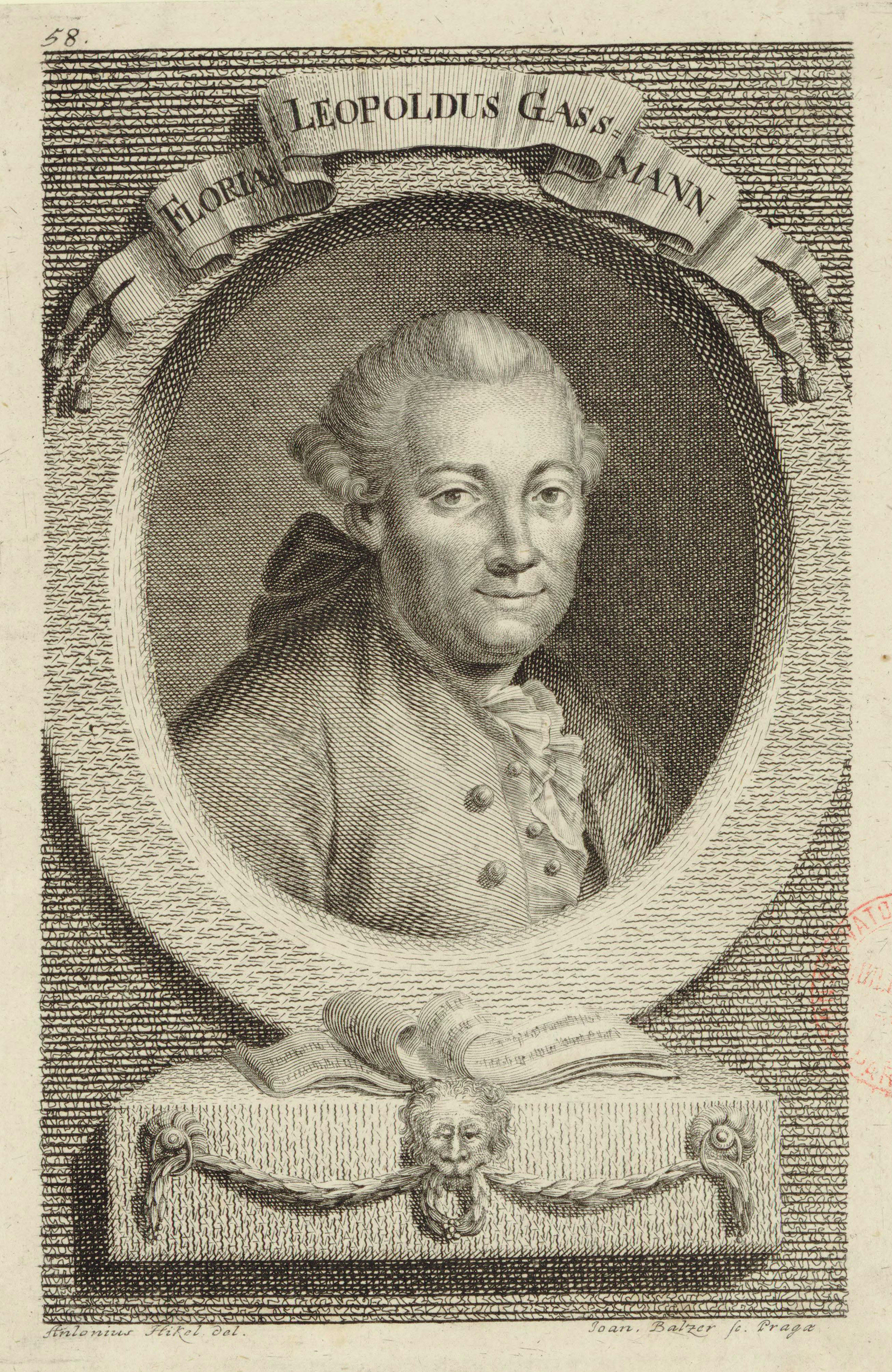
Florian Leopold Gassmann, rytina Johanna Balzera podle Antona Hickla, před 1780

(Kabinet se stolkem) Pandolfo nemůže spát- Aby se vyhnul vězení, potřeboval by u soudu protekci. Z dopisu své dcery ví, že zná někoho v dobrém postavení, kdo by mu ji mohl zařídit – šlechtice Leandra. Přichází Drina a otec s ní o svém nápadu hovoří. Dorina ovšem překvapí otce sdělením, že Leandro není Ceciliiným milencem a nastávajícím, jak se Padolfo domníval, ale jejím (árie Vi prego compatire).
Pandolfo se raduje: Leandro mu pomůže u soudu a navíc je bohatý, takže si jeho dceru vezme i bez věna. Přichází k němu Cecilia a nabízí mu Leandrovu pomoc a přímluvu. Vysvětluje mu, že Leandro je přece jen její milenec; zmatenému otci to musí prokázat jí adresovanou milostnou korespondencí. Pandolfo si stýská na nedostatek úcty a svéhlavost svých dcer, ale hlavní je, že bude mít protektora (árie Più di rispetto). Cecilia posílá pro Leandra.
Přicházejí Marinetta s Carlottem. Carlotto je stále nasupený: Marinetta sice stále přísahá lásku jemu, krmí však vždy jeho soka. Jednou by to mohlo být nedopatření, ale třikrát? Marinetta ho opět ujišťuje a domlouvají se, že se hned zítra nechají oddat. Přichomýtne se k nim Fabrizio a nejprve Carlotta provokuje tvrzením, že se na tomtéž domluvil s Marinettou už dříve, pak mu ale ustoupí a slibuje být na svatbě svědkem (tercet Quando son da te lontano … Dammi la mane).
Pandolfo přivádí obě dcery a chlácholí Dorinu, že i pro ni se ženich najde, stejně jako pro Fabrizia nevěsta. Zítra si Leandro vezme Cecilii – zcela bez věna – i Carlotto Marinettu, Leandro se za Pandolfa zaručí u soudu a temná noc ustoupí jasnému dni (sbor Nozze, nozze, doppie nozze … Da una notte tetra oscura).

## Diskografie
- 2006/2007 (CD 2009 Naxos 8.570421) Předehra, English Chamber Orchestra řídí Sylvia Alimena.